# Ferdinand Bracke
Ferdinand Bracke (ur. 25 maja 1939 w Hamme) – belgijski kolarz szosowy i torowy startujący wśród zawodowców w latach 1962–1978. Zwycięzca Vuelta a España (1971). Dwukrotny etapowy zwycięzca w Tour de France. Dwukrotny torowy mistrz świata.

## Najważniejsze zwycięstwa
- 1962 – Grand Prix des Nations
- 1964 – mistrzostwo świata na torze (5000 m na dochodzenie)
- 1966 – etap w Tour de France
- 1969 – mistrzostwo świata na torze (5000 m na dochodzenie)
- 1971 – etap i klasyfikacja generalna Vuelta a España
- 1973 – GP Pino Cerami
- 1976 – etap w Tour de France